# Шляхівка

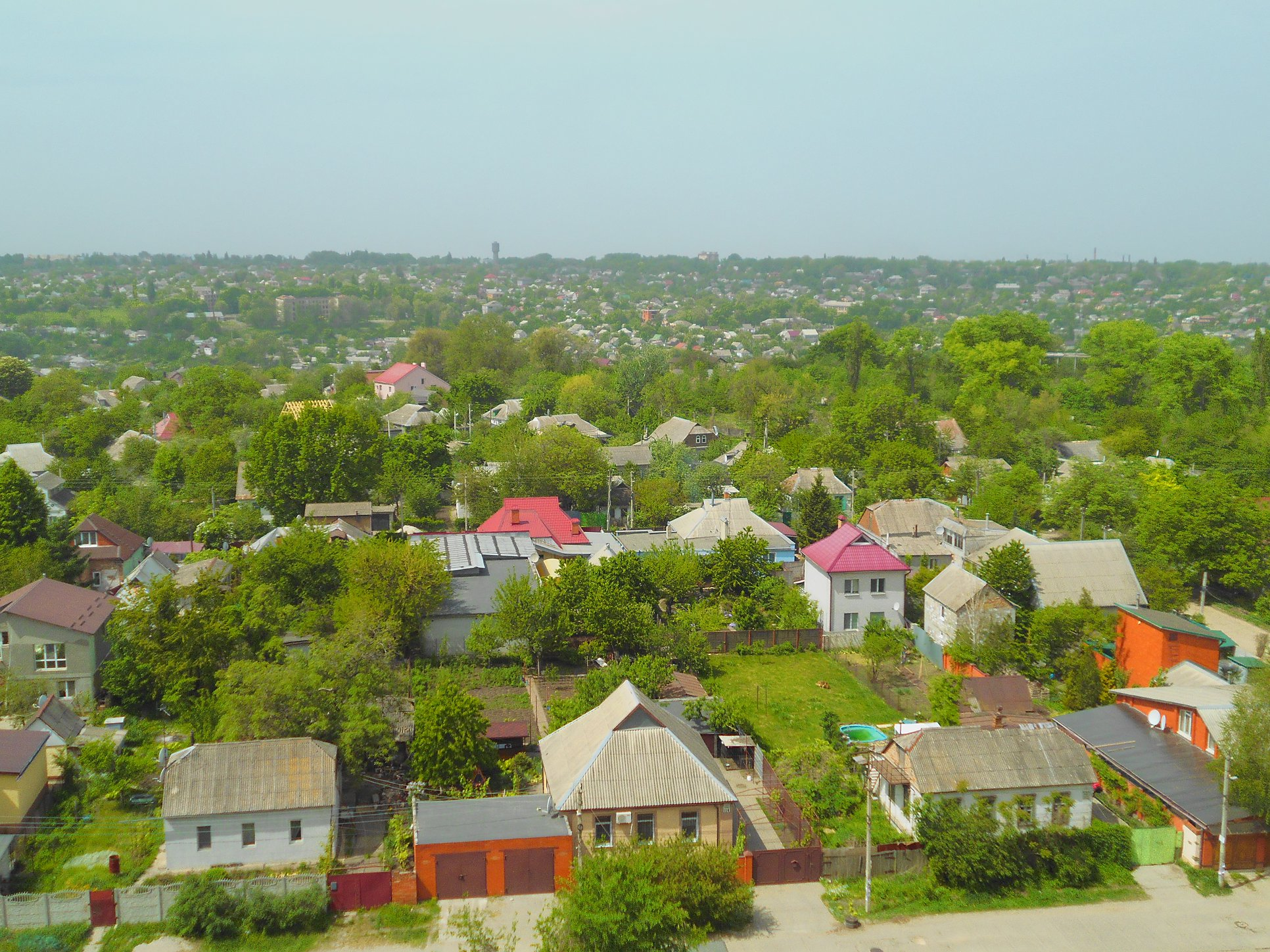
Типова забудова місцевості. На горизонті - водонапірна вежа на перетині вул. Давидова та пр. Металургів

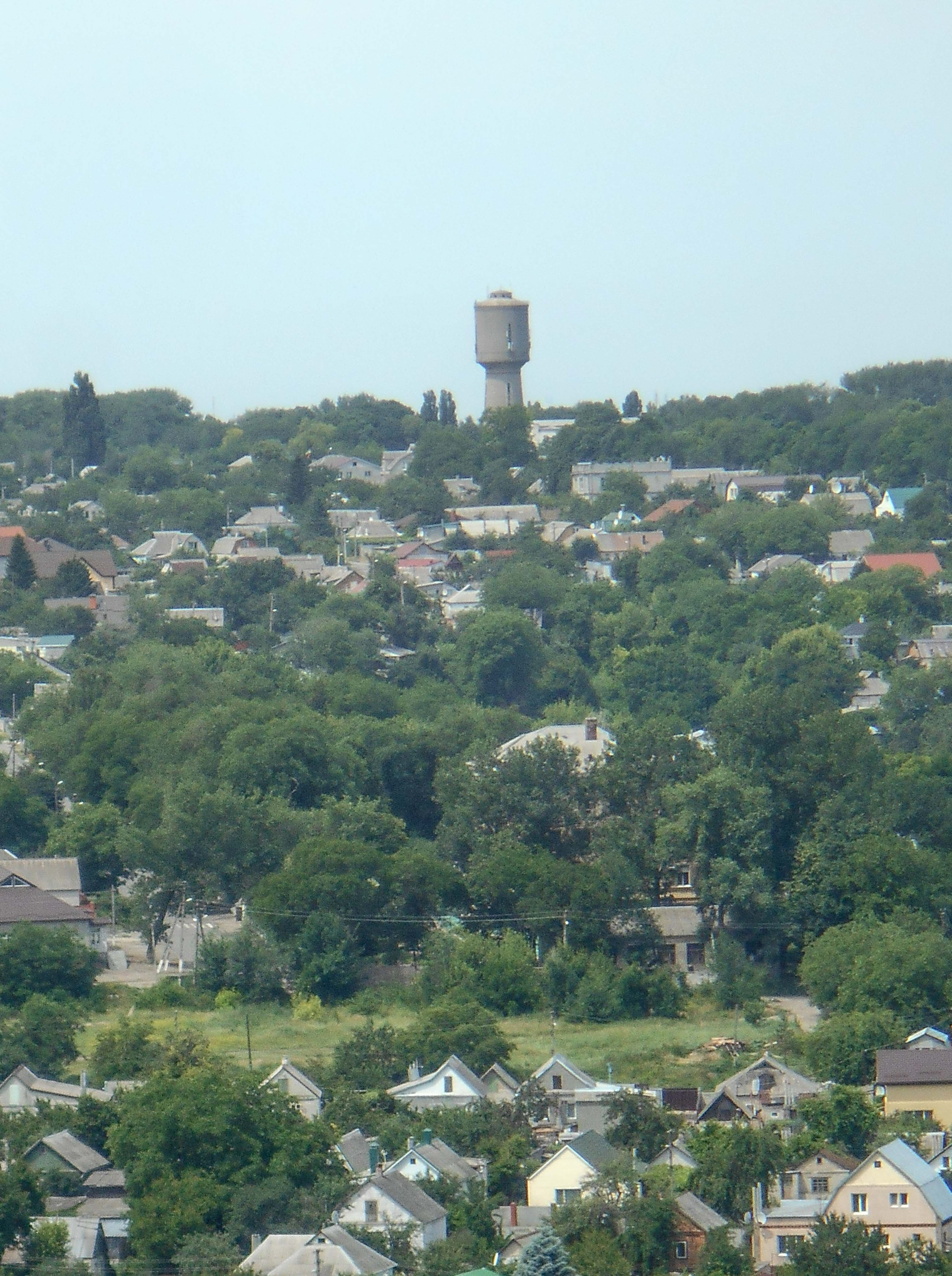

Шляхівка — історична назва району Дніпра. Розташована на південному заході правобережжя міста у його Чечелівському  та Новокодацькому районах. Першопочатково тут домінували будівлі садибного та дачного типу, з ходом індустріалізації район набував робітничих рис, на сьогодні ж соціальна складова є більш різнобічною. Район характеризується переважно приватною одноповерховою забудовою. 

## Опис
Вище Чечелівки на обох схилах Аптекарської балки (інші назви - Лікарська балка, Сухий Яр, Бобирева балка) розташована на третьому міському пагорбі Шляхівка.
Центральна «історична» частина колишнього селища розташована внизу у долині балки по вулицях Аптекарська балка й Ізюмська, де вони зустрічаються з Тютюновою вулицею. Перші будівлі видно також на картах в районі сучасної вул. Тимірязєва.
На півдні Шляхівка межує з Південним машинобудівним заводом; на півночі з Дніпропетровським агрегатним заводом. На сході вона обмежена багатоповерховою забудовою вулиці Робоча; на північному заході — «сталінськими» будинками району Фрунзе, або проспекту Івана Мазепи, який був забудований на північно-західних околицях Шляхівки. На західній околиці Шляхівки у 1930-их роках розбудоване робітниче селище Крупське у яке проведений трамвайний маршрут № 15 по його головній артерії — проспекту Металургів.
Одна з найпримітніших будівель Шляхівки — Дитячий інтернат № 7, що знаходиться на Тютюновій вулиці. З 2005 по 2013 рр. — це Міський дитячий будинок № 3.

## Історія

### Походження топоніма

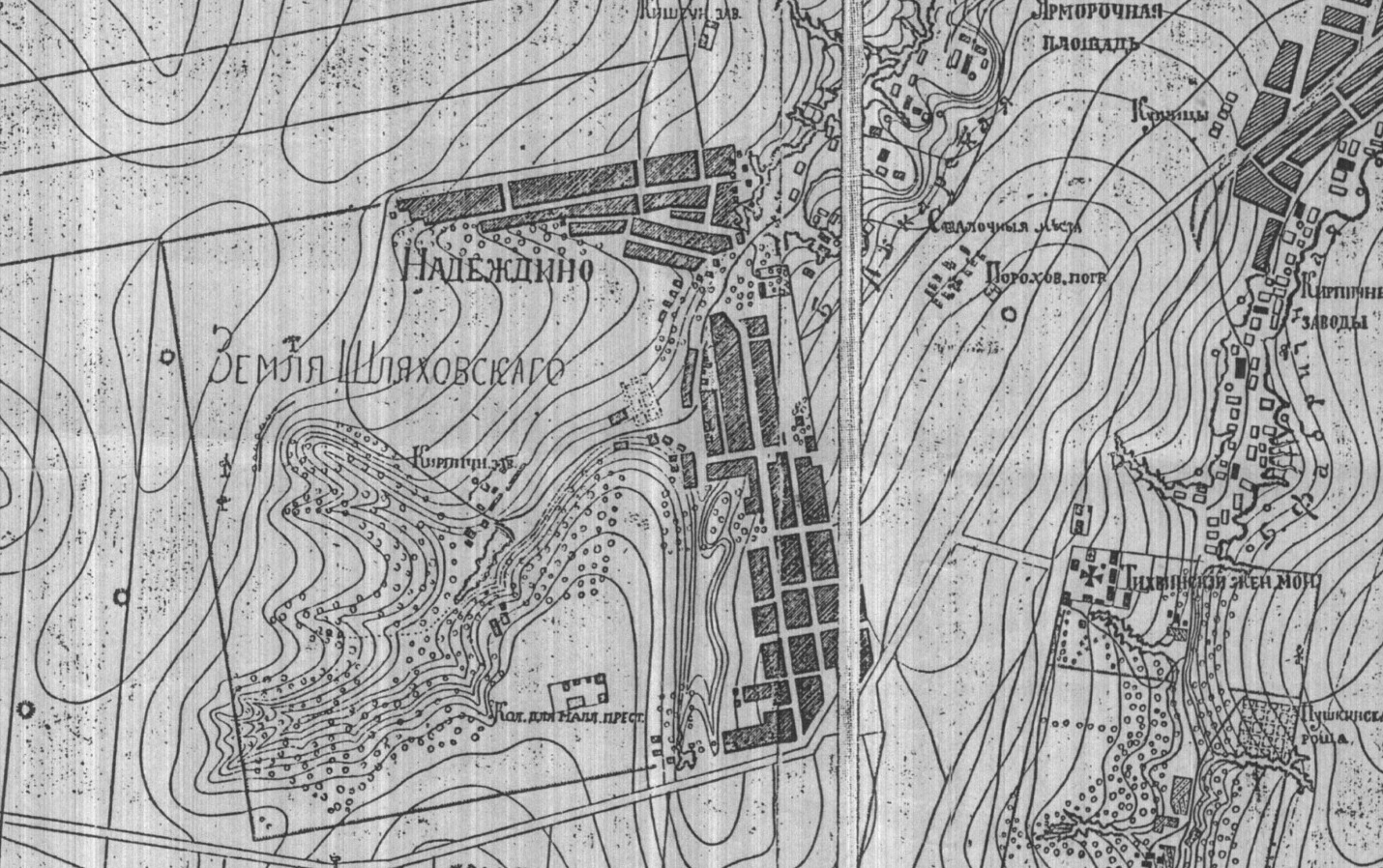
Шляхівка на плані Катеринослава. Вгорі праворуч позначено місце ярмарку на Чечелівці. Видно також місце колишньої колонії. Архів мап О. Волока.

Назва "Шляхівка" походить від прізвища поміщика Шляхівського, який привласнив цю місцевість наприкінці ХІХ ст. Засноване ним селище під назвою Надєждіно не увійшло в мовний ужиток.
Існують і інші версії, які апелюють до того, що цією місцевістю (територією сучасного Південного машинобудівного заводу та вул. Робочої) проходив шлях від селища Краснопілля до центру міста, де знаходився ярмарок.

### Прадавні часи
На території Шляхівки в районі сучасної Аптекарської балки археологами були віднайдені залишки мисливських стоянок та поселення періоду палеоліту (40 - 16 тис. р. тому). Імовірно, що місця використовувались в основному мисливцями .

### XVIII сторіччя
У 18 сторіччі у Бобиревій балці оселився козак Бобир, за призвіськом якого й була тимчасово названа балка.
Місцевість починає фігурувати в історичних хроніках одночасно з інформацією про діяльність місцевого лікаря та фармацевта Карла-Августа Івановича Роде (1746-1821), що був призначений на відповідну посаду до намісника краю Василя Васильовича Нечуй-Каховського. Разом вони приїхали до Катеринослава з Сімферополя у 1788-му році, так як попередній очільник Катеринославського намісництва Іван Синельников загинув внаслідок облоги та штурму Очакова, і його обов'язки по управлінню краєм перейшли до Нечуй-Каховського  Лікарю було відведено декілька десятин землі на території сучасної Шляхівки, переважно для збору трав та фармакологічної діяльності. Карл Роде встиг заповісти угіддя сім'ї Синельникових. Внаслідок діяльності Карла Роде за балкою закріпилась назва Аптекарської.

### ХІХ сторіччя
В середині сторіччя Синельникови продали угіддя Олександрі Негрескул  - дружині командира Катеринославської арестантської роти майора Ф. Негрескула. За Негрескулів тут спостерігалась значна активізація господарської діяльності - були побудовані два цеглинних заводи  , організовані рибне та молочне господарства. Господарство підтримувалось головним чином саме цим подружжям, їх діти не виявляли особливого інтересу до подальшого його перебігу. 
Як наслідок, угіддя були частково викуплені поміщиком Андріаном Якимовичем Шляхівським, відповідальним за нагляд за лісистою місцевістю був призначений Опанас Сивий. Шляховський організував в 1896-му році місцеве підприємство - селище Надєждіно, яке не виявилось рентабельним, що й призвело до наступного перепродажу землі. На цей раз покупцем виступив підполковник у відставці Андрій Олександрович Померанцев, член правління Катеринославської будівельної спільноти ("Екатеринославское строительное общество"). Його намагання інтегрувати селище в безпосередньо міську інфраструктуру особливого успіху не мали, проте вже наявні 2 тисячі населення, два цеглинні заводи, декілька торгових точок та ін. формували сприятливі умови для інтенсифікації забудови та налагодження інфраструктури. Саме в цей час вулиці починали викладати бруківкою, поступово налагоджувалась система водопостачання. Паралельно на місцевості повставали дерев'яні бараки робітників та землянки міської бідноти.
В 1898 році частина угідь була викуплена Спільнотою опіки над малолітніми злочинцями ("Общество попечения о малолетних преступниках"), яке й створило тут першу в краї колонію для неповнолітніх, яка існувала тут до кінця 1920-х років, коли була розформована.
В той же час наприкінці XIX сторіччя разом із будівництвом Катерининської залізниці й Брянського металургійного заводу відбувалось поступове перетворення колишнього сільського поселення на більш щільно забудовану робітничу місцевість.

### ХХ сторіччя

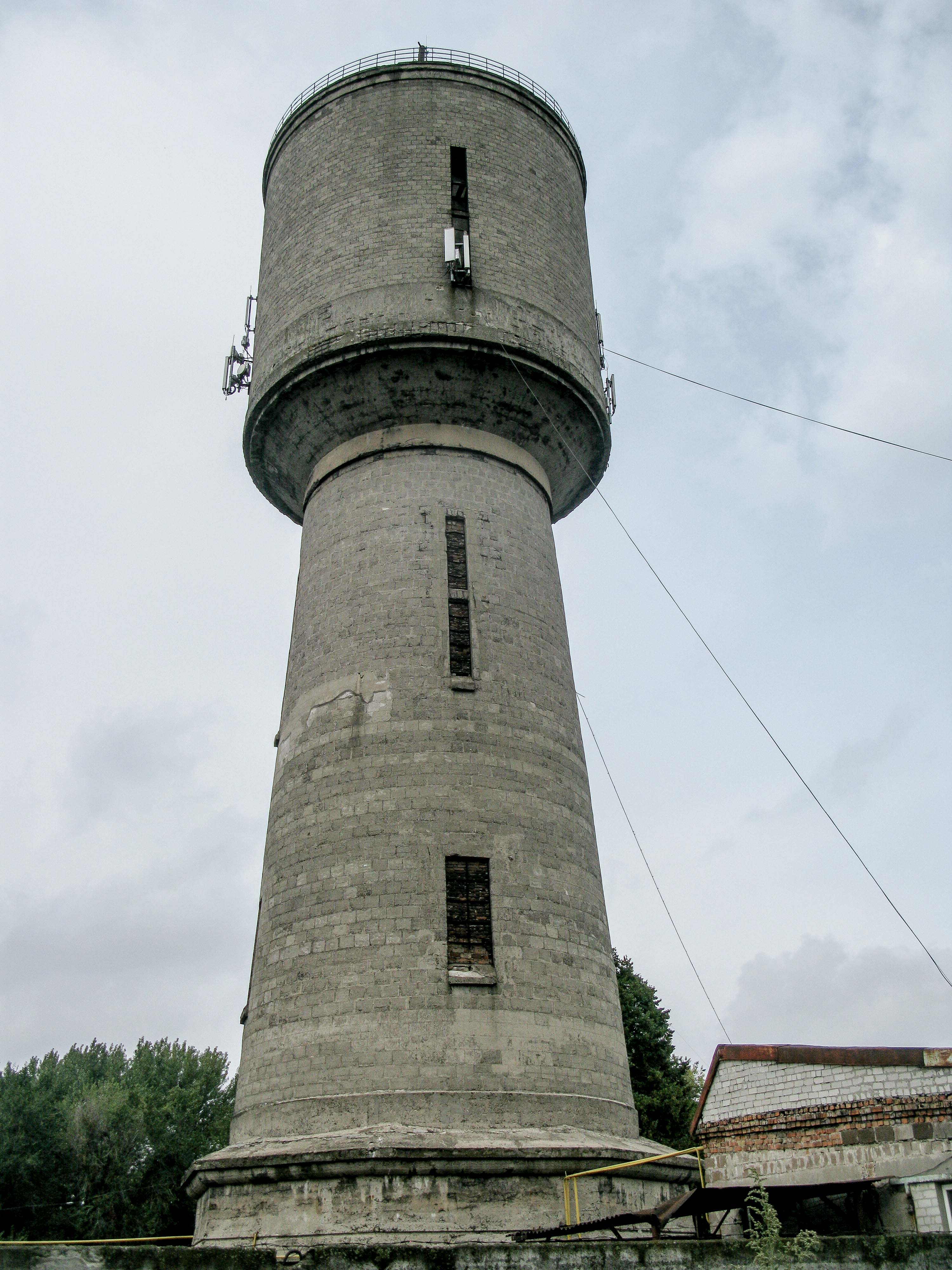

В 1903 році Шляхівка налічувала вже чотири цеглинних заводи безпосередньо в Аптекарській балці: завод Іони Михайловича Майданського, завод братів Абрама та Вульфа Добрускіних, завод Хаїма Розенберга та завод Л. І. Ігнат'єва. 
Як типовий робітничий район Шляхівка брала активну участь у революційному русі. У 1905—1907 роках XX сторіччя у лісі на Шляхівці збиралися робітники Брянського заводу, і не тільки для обговорення таємних планів, а й задля відпочинку. Одним з учасників революційних подій був засновник діївської "Просвіти" Андрій Білецький.
Згідно з "Альбомом схематичних планів станцій Єкатерининської залізниці" ("Альбом схематических планов станций Екатерининской железной дороги") видавництва 1917-го року, на Шляхівці проживало близько 2 тис. осіб. На той час місцевість вважалась передмістям Катеринослава .
На початку 1920-х років Брянський завод починає вкладати кошти в забудову цього району та організацію місцевої інфраструктури. В середині 1920-х років була відкрита амбулаторія (фельдшер - Готодинер, акушерка - Затуловська), дитячий садок, Палац культури "Іскра" (пізніше - художній комбінат "Іскра"). Нові житлові будинки розташовувались переважно у квадраті вул. Амбулаторна - вул. Шляхівська - вул. Тютюнова - вул. Сидоренка.
Шляхівка увійшла у межі міста у 1930-х роках, зберігши планування вулиць, але набувши нової назви - селище Шевченка.
У ті ж роки на північному заході селища були сплановані й побудовані бараки й квартирні будинки «соцміста» сталінської доби у 2-6 поверхів. На західній околиці Шляхівки, теж у 1930-их роках, спланований й забудований район Крупське з приватною забудовою за виключенням квартирних двоповерхових будинків вздовж проспекту Металургів. У селищах Фрунзе й Крупське проведена трамвайна лінія маршруту № 8 й згодом № 15. Паралельно в тих же роках на сході Шляхівки забудовувалась вулиця Робоча. 
На приквнці 30-х років у західному кутку Шляхівки було збудовано водонапірну вежу в стилі модернізму. Замовником був Брянський завод. Водокачка забезпечувала водою три робочі райони Шляхівку, ім. Крупській та ім. Фрунзе. 
1944-го року Дніпропетровського автомобільного заводу (з 1951-го року - Південний машинобудівний завод) надало нового поштовху розбудові Шляхівки. Район розбудовувався за двома напрямками - південним та північним. На півдні повстало Стахановське селище (вул. Переможців, Автозаводська, пров. Шаховий та ін.) з приватним сектором та трьох- і чотирьохповерховими будівлями, вул. Робоча набула нового виду за рахунок збудованих полоненими німцями висотних будівель. На півночі ж містом виділялись нові земельні ділянки під забудову, внаслідок чого з'явились численні приватні будинки на вул. Авіаційній, Липецькій, Бобруйській тощо. Одночасно тими ж військовополоненими будувались і двоповерхові житлові будинки на вул. Орловській (непарна сторона, №№ 43 - 61; автор генплану - архітектор Олег Борисович Петров).

### ХХІ сторіччя
Шляхівка неодноразово фігурує в планах забудови міста та в контексті нових інфраструктурних проєктів. Згідно з оновленим генеральним планом міста, через незабудовану балку планується побудувати автомагістраль та сполучити таким чином автовокзал з Південним машинобудівним заводом . Згідно з тими же внесеннями до генерального плану розвитку міста від 2015 року, передбачалося побудувати магістраль (стане відгалуженням від Кайдацького напрямку) через Шляхівку в районі між вулицями Карла Роде та Національної Гвардії з подальшим виходом через просп. Пилипа Орлика та Довгий байрак до просп. Науки біля перехрестя з вул. Лазаряна.
Подібні плани озвучувались і раніше - згідно з одним з проєктів, планувалось сполучити пр. Металургів та вул. Робочу новою автомобільною дорогою, що проходила б по вул. Тютюновій, Узвозу Гірськолижників та вул. Крутій. На вул. Тютюновій навіть частково встигли оновити асфальтове покриття, проте подальші плани переоблаштування Узвозу Гірськолижників та Крутої виявились занадто складними для реалізації. 
Стара назва «Шляхівка» збереглась й по сьогодні, більш того, закріпилася за всією забудовою на схилах Аптекарської балки. Це район зі складним рельєфом і напівпатріархальним колоритом. Забудова тут як правило одноповерхова з доволі низьким розвитком інфраструктури.

## Визначні місця

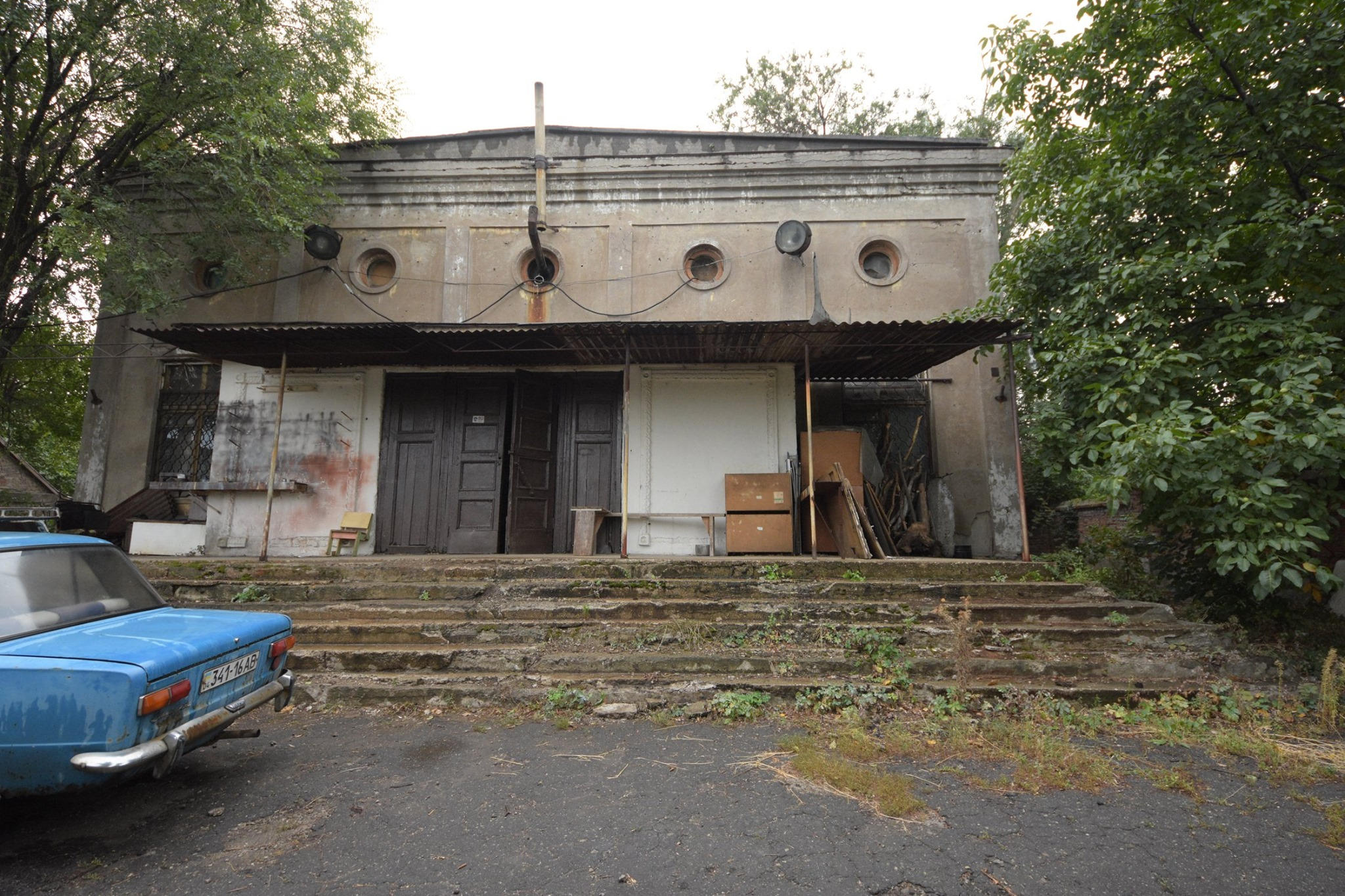
Художній комбінат "Іскра"

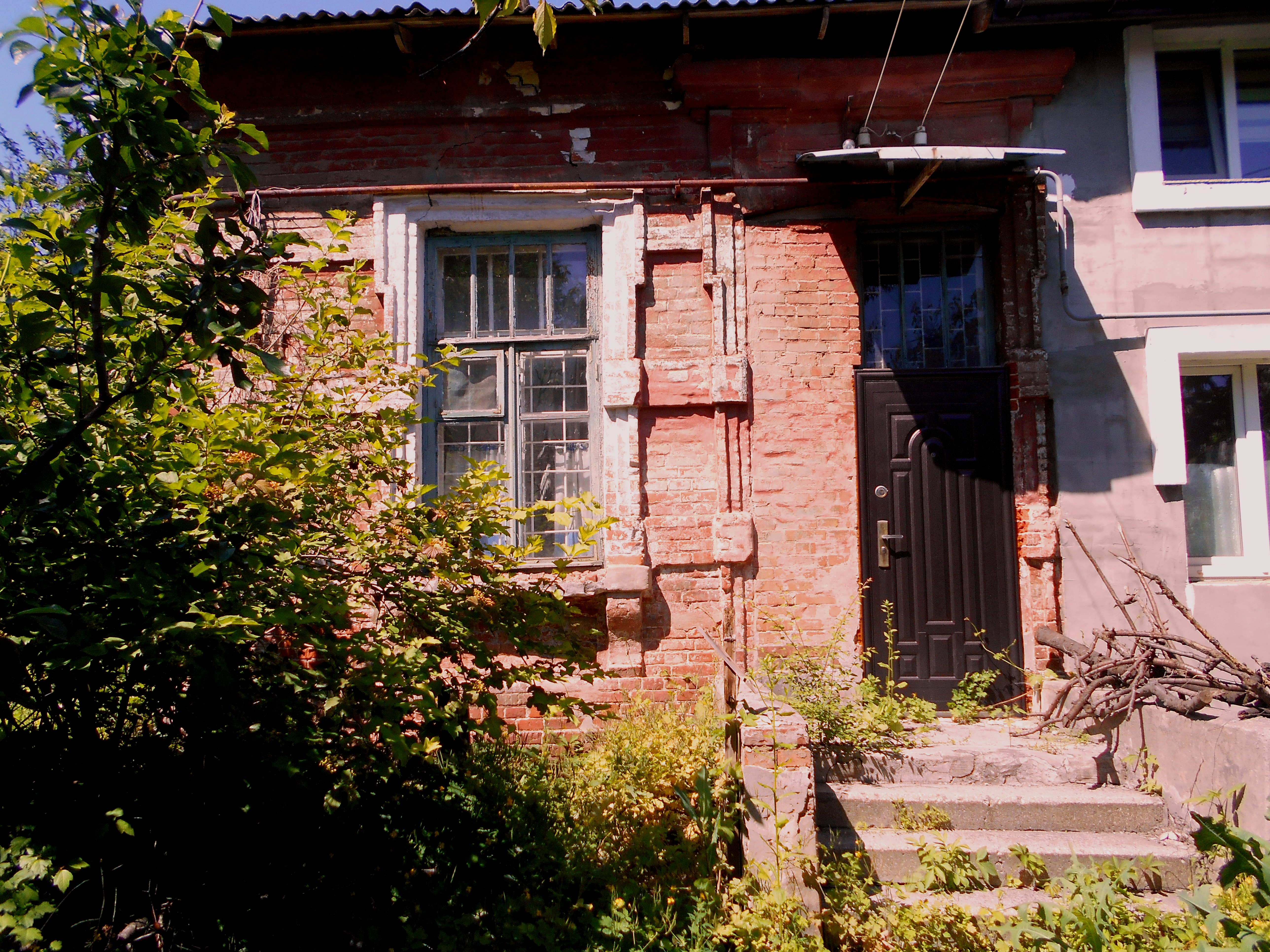
Колишній корпус колонії.

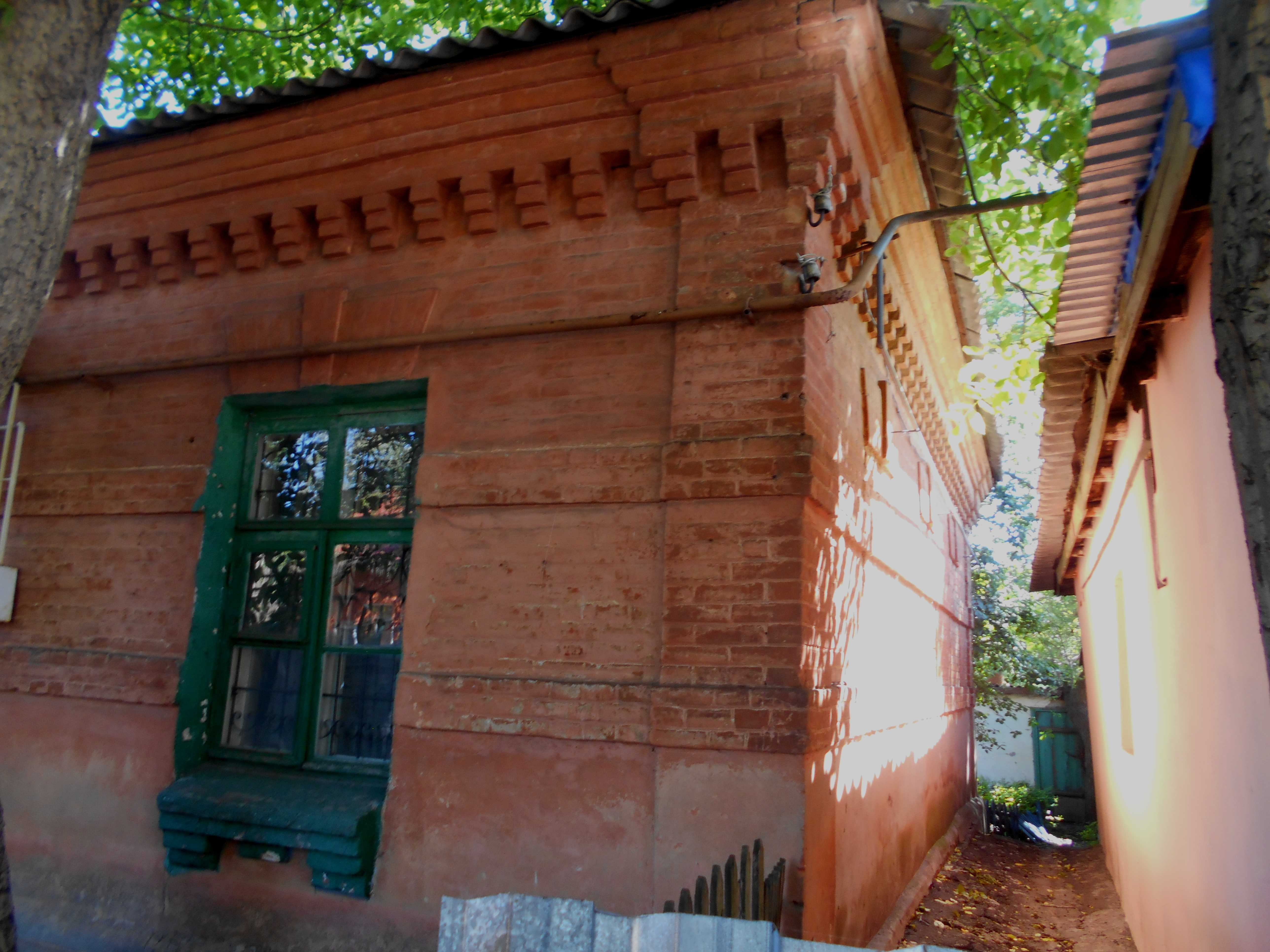
Один з корпусів колонії кінця ХІХ ст.

На вул. Амбулаторній, 17 розташовується будівля колишнього художнього комбінату "Іскра", де вироблялись вітражі, які можна знайти в багатьох будівлях міста і сьогодні . Також на комбінаті вироблялись і скульптури, які досі можна побачити по місту. Таким є, наприклад, скульптурна композиція "Муза Талія" біля Театру опери й балету (1974 р., скульптор - Юрій Павлович Павлов ), та зображення інших муз безпосередньо в будівлі театру. Сама ж будівля була введена в експлуатацію ще 1958-го року як кінотеатр з 400 місцями. 
На території кладовища на вул. Василя Регея знаходиться поховання радянських та німецьких солдат. Окрім того, на тому ж місці розташований і меморіал на честь воїнів, що загинули внаслідок поранень з 1943-го по 1946-й роки в міських шпиталях.
На викуплених в 1898-му році Спільнотою опіки над малолітніми злочинцями ("Общество попечения о малолетних преступниках") угіддях подружжя Негрескул були побудовані декілька будівель колонії для неповнолітніх, частина з яких збереглась і до нашого часу (район Зимового провулку, вул. Переможців та Шахматного проїзду).

## Природа та екологія

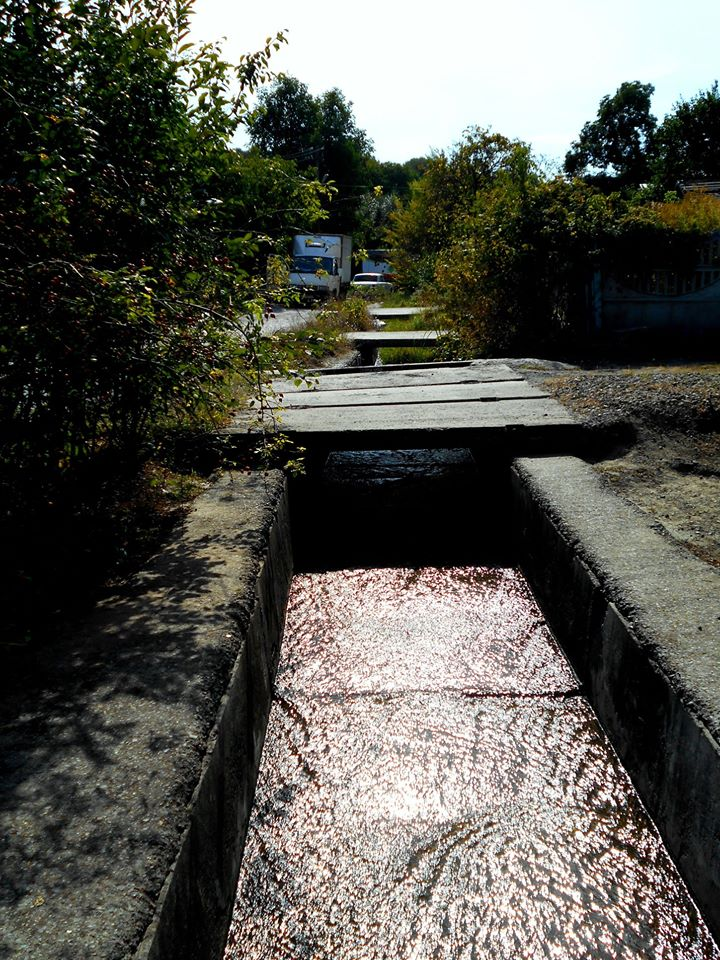
Струмок вздовж вул. Ізюмської. Виток річки Канатки.

Місцевість характеризується значною кількістю зелених насаджень. Аптекарська балка є унікальною екосистемою в межах великого промислового міста, що страждає від наслідків діяльності заводів, що розташовані поблизу, та безпосередньо людської діяльності (балка використовується як місце для скидання побутових відходів).
На території місцевості можна зустріти таких представників тваринного світу як черепаха, кажан, сойка, соловей, крижень та багато ін.
На Шляхівці й досі можна знайти декілька криниць джерельної води - на перетині вул. Васильківської та Гончарної, вул. Васильківської та Байрона, в районі провулків Проектного та вул. Катерини Білокур та в кінці вул. Басейної на перетині з вул. Старомайорської. З плином часу течії фіксували в бетонних тонелях, проте ще й сьогодні можна знайти відкритий струмок на вул. Ізюмській. Вздовж струмків на сучасних вул. Васильківська, Басейна, Ізмайлівська та Аптекарська Балка й розташовувались перші будівлі Шляхівки. Наразі невеличке озеро в районі пров. Проектного, як і інші струмки району, забруднене побутовими та промисловими відходами, а забруднені стічними водами малі річки скидають неочищені води безпосередньо в р. Дніпро.
Окремою проблемою виступають сезонні явища. Весною на багатьох відкритих ділянках зацвітає амброзія, що негативно впливає на рівень самопочуття місцевих жителів. Восени на Шляхівці розповсюджена проблема спалення опалого листя. Останнім часом подібні дії все менш толеруються відповідними службами, проте все ще доволі часто восени Шляхівка потерпає від значної кількості диму з багатьма шкідливими речовинами.

## Видатні особистості
- Караваєв Олександр Львович (1855-1908) - лікар, громадський та політичний діяч; проводив на території місцевості публічні лекції, сприяв народній освіті, організував приватну лікарську практику.
- Лютий Володимир Іванович (нар. 1962)- футболіст, олімпійський чемпіон; у віці 1,5 років переїхав разом із сім'єю на вул. Чиркова. Зростав та навчався на Шляхівці. Виїхав з батьківської оселі у першій половині 1980-х рр.
- Перхун Сергій Володимирович (1977-2001) - футболіст; народився та провів перші роки свого життя на Шляхівці, навчався в школі №65.

## Транспорт
Внаслідок безпосередньої близькості Шляхівки як до Південного машинобудівного, так і до Агрегатного заводу місцевістю або ж її околицями майже завжди проходили транспортні артерії та трамвайні колії.
Так, вже з 1 листопада 1946 року східні районі Шляхівки поблизу вул. Робочої мали безпосередній доступ до ширококолійної трамвайної лінії за маршрутом "Проспект Пушкіна - селище Шевченка". Починаючи з 7 листопада 1947 року, західні райони Шляхівки мали доступ до трамвайного маршруту № 8 "Вокзал - сел. Крупської".
3 листопада 1960 року введена в дію нова лінія "Київська вул. - Криворізька вул." через весь проспект Металургів. Тут же був запущений маршрут № 15 "Вокзал - Криворізька вул.", що зберігся й на цей час.
Станом на 2019 рік проспектом Металургів на східних та вул. Криворізькою на південних околицях Шляхівки курсують автобуси маршрутів 146А та 146Б. Київською та Криворізькою курсують маршрути №№156 та 100, а безпосередньо Шляхівкою - маршрутне таксі №44 (вул. Керченська - пров. Січовий (Вокзал, ТЦ "Слов'янський базар)).

## Головні вулиці
- Вулиці власне Шляхівки: Аптекарська балка, Ізюмська, Тютюнова, Орловська, Карла Роде, Амбулаторна, Балістична, узвіз Гірськолижників, Професора Герасюти, Крута, Автозаводська.
- Вулиці селища Крупське: проспект Металургів, Київська, Канадська, Флангова, Білоріченська, Сергія Параджанова,  Олега Ольжича, Демократична, Сумська, Катерини Білокур, Ковельська, Проектна, Водительська, Василя Регея, Криворізька.
- Вулиці селища Нове: Київська, Черкаська, Кропивницького, Петра Сокальського, Данила Апостола, Танцюрина Балка, Карпатська.
- Вулиці району проспекту Івана Мазепи: проспект Івана Мазепи, Костя Гордієнка, Кам'янська, Коксова, Віктора Троценка, Володимира Івасюка, Олександра Кошиця, Генерала Безручка, Володимира Самодриги, Полковника Горленка, Олекси Повстенка, Авіаційна, Морської Піхоти, Повітрофлотська, Василя Сидоренка, Козирева.

## Галерея

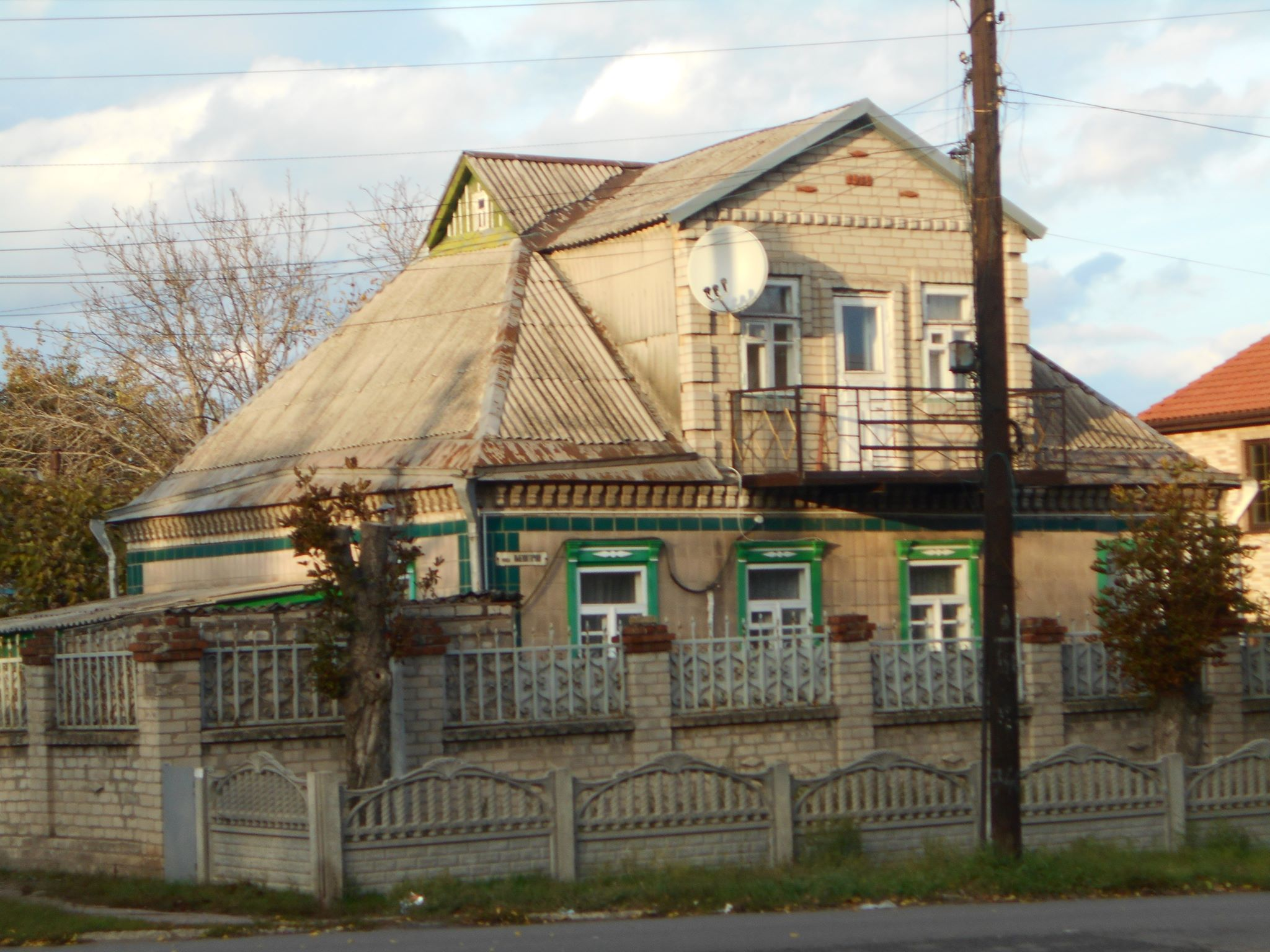
Приклад довоєнної забудови Шляхівки
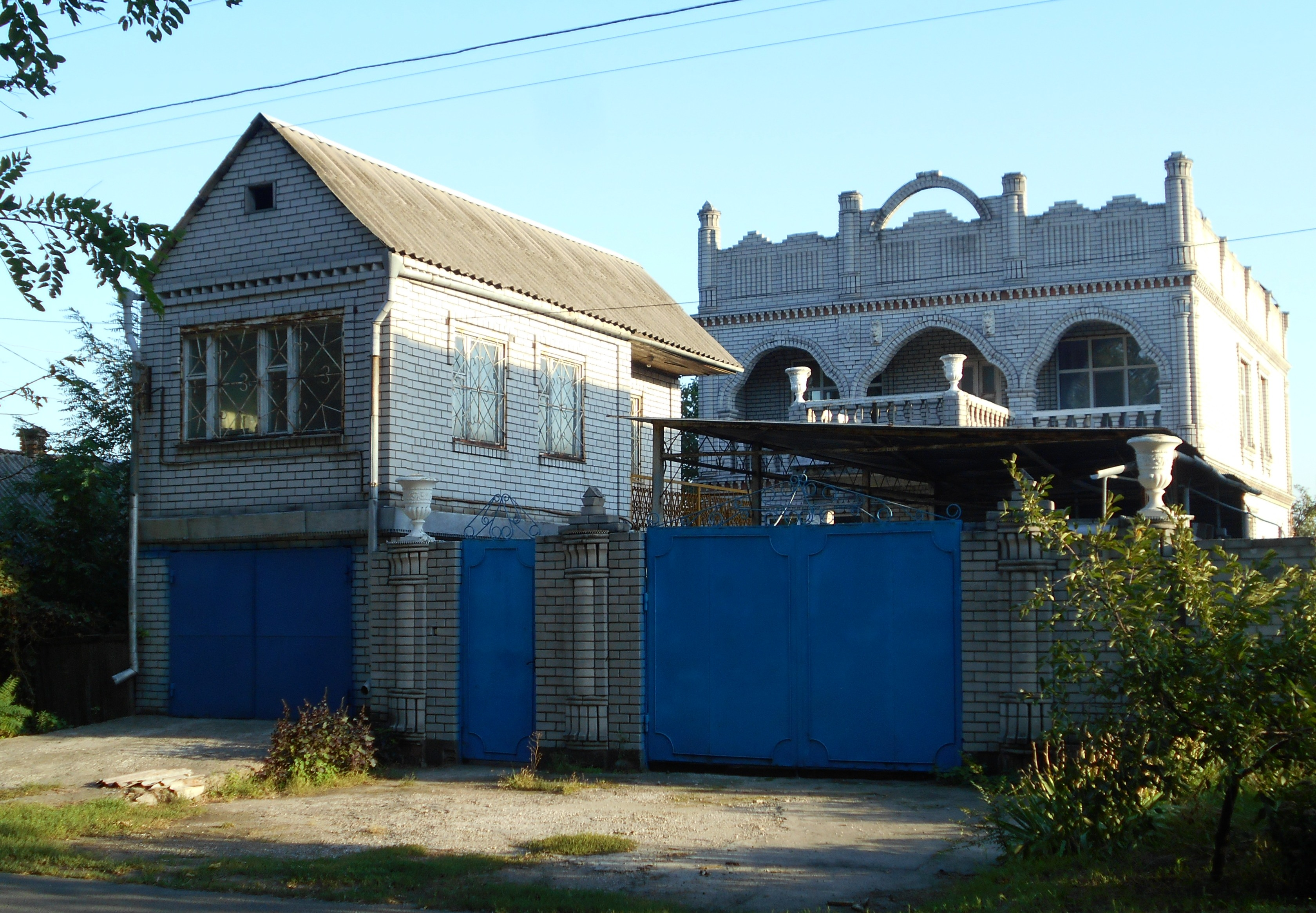
Приклад ромської забудови Шляхівки
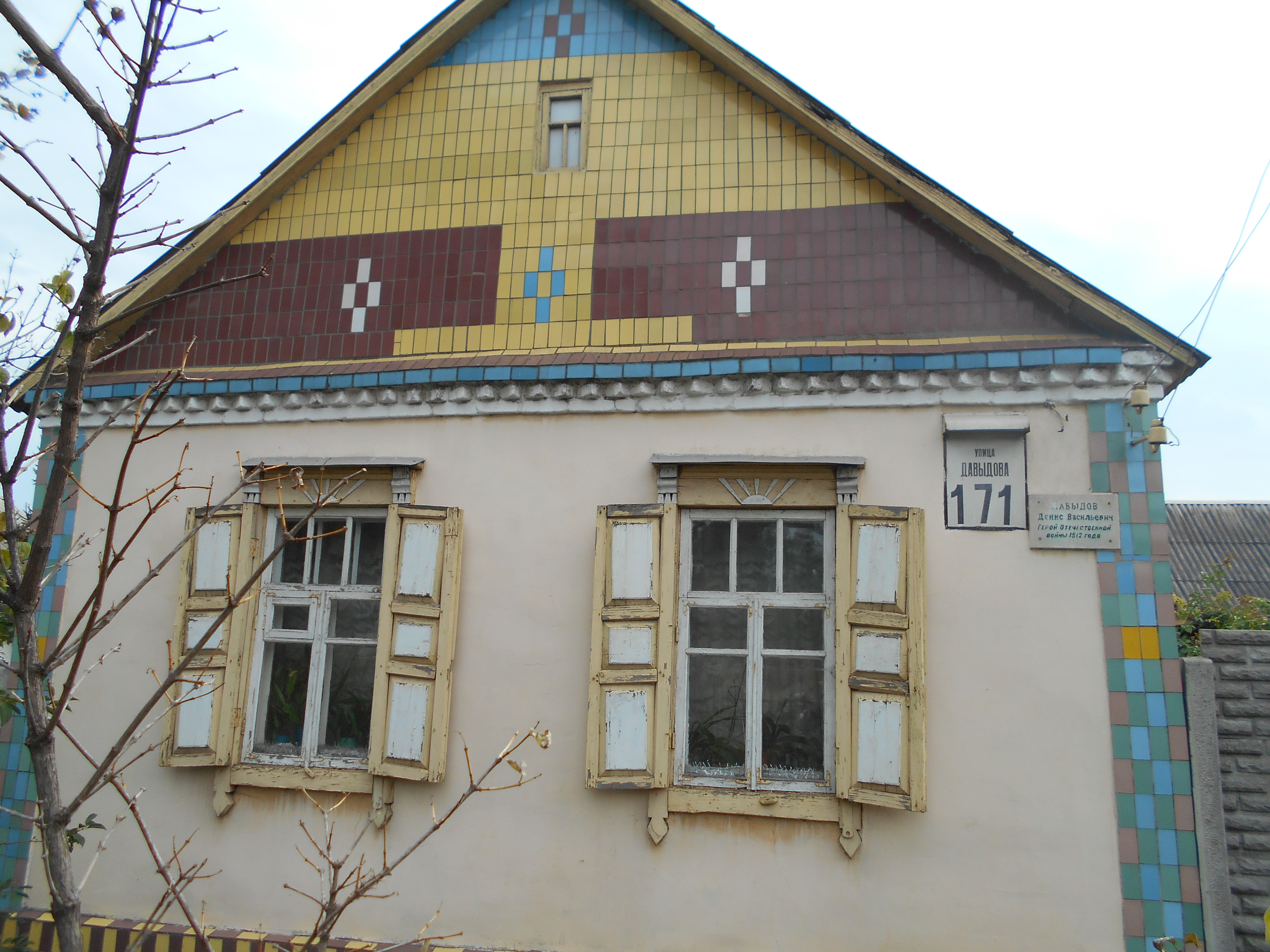
Приватний будинок з декоративними елементами та пам'ятним знаком на честь Дениса Давидова
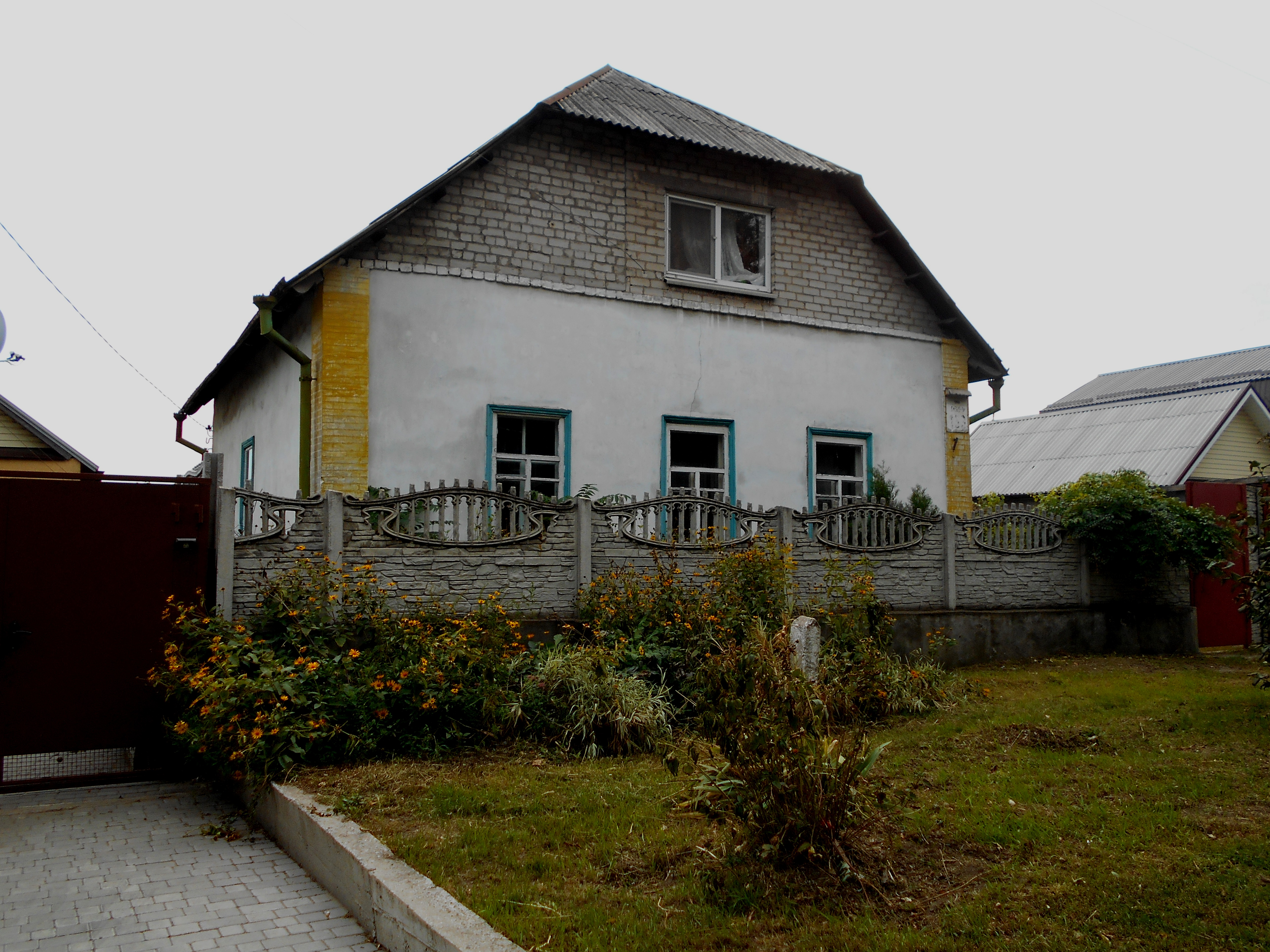
Типова приватна забудова
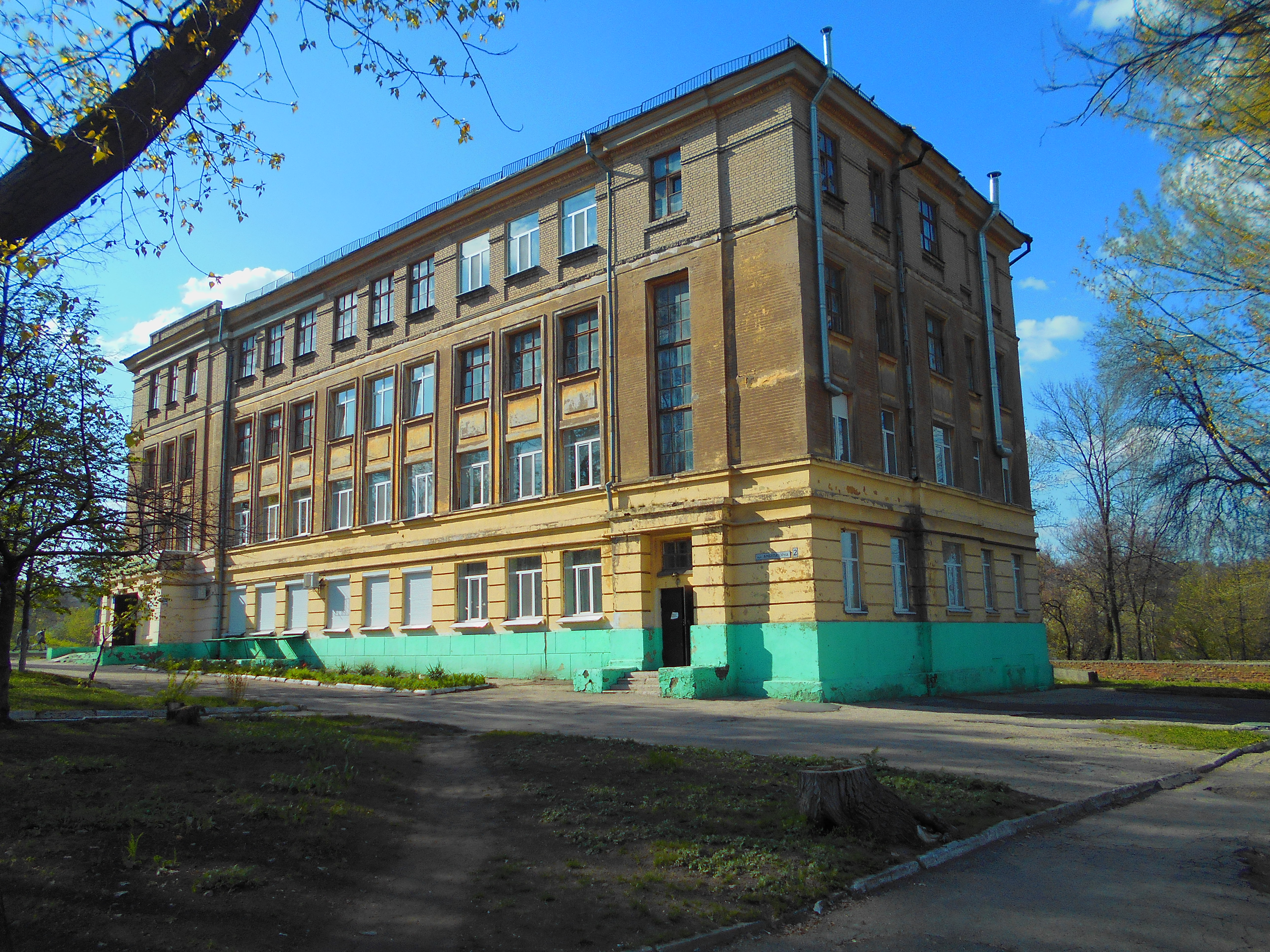
Середня школа №65
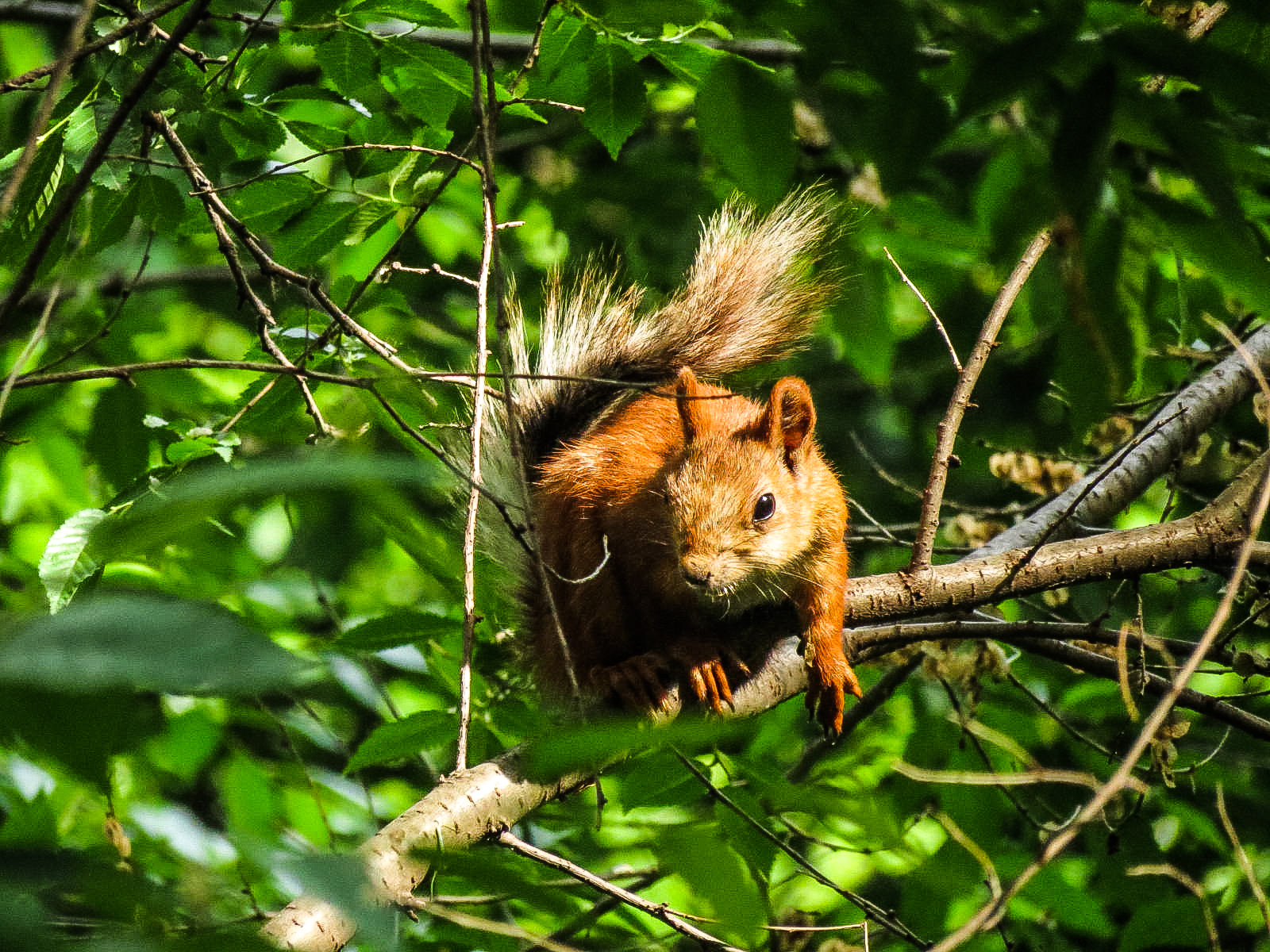
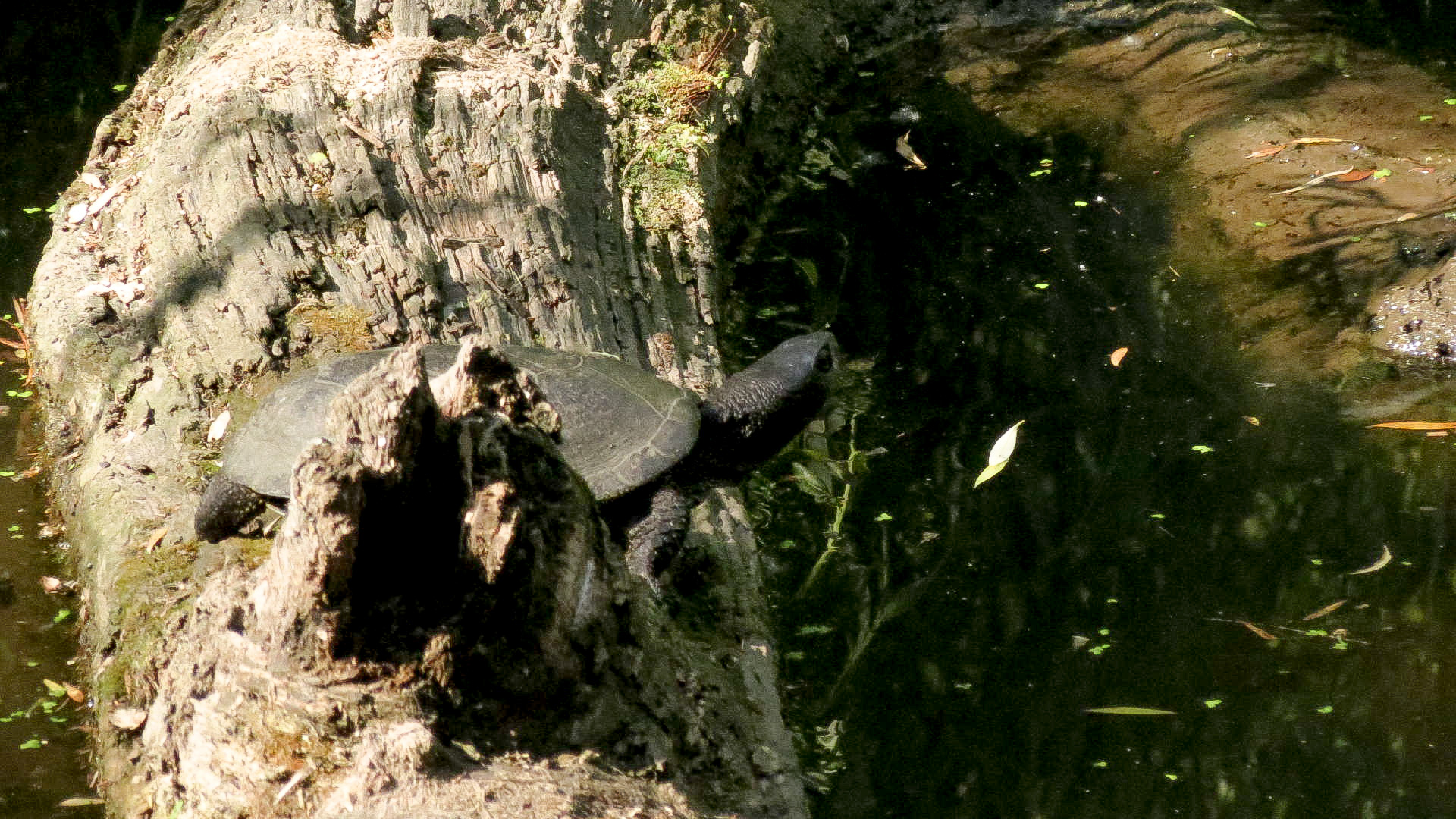
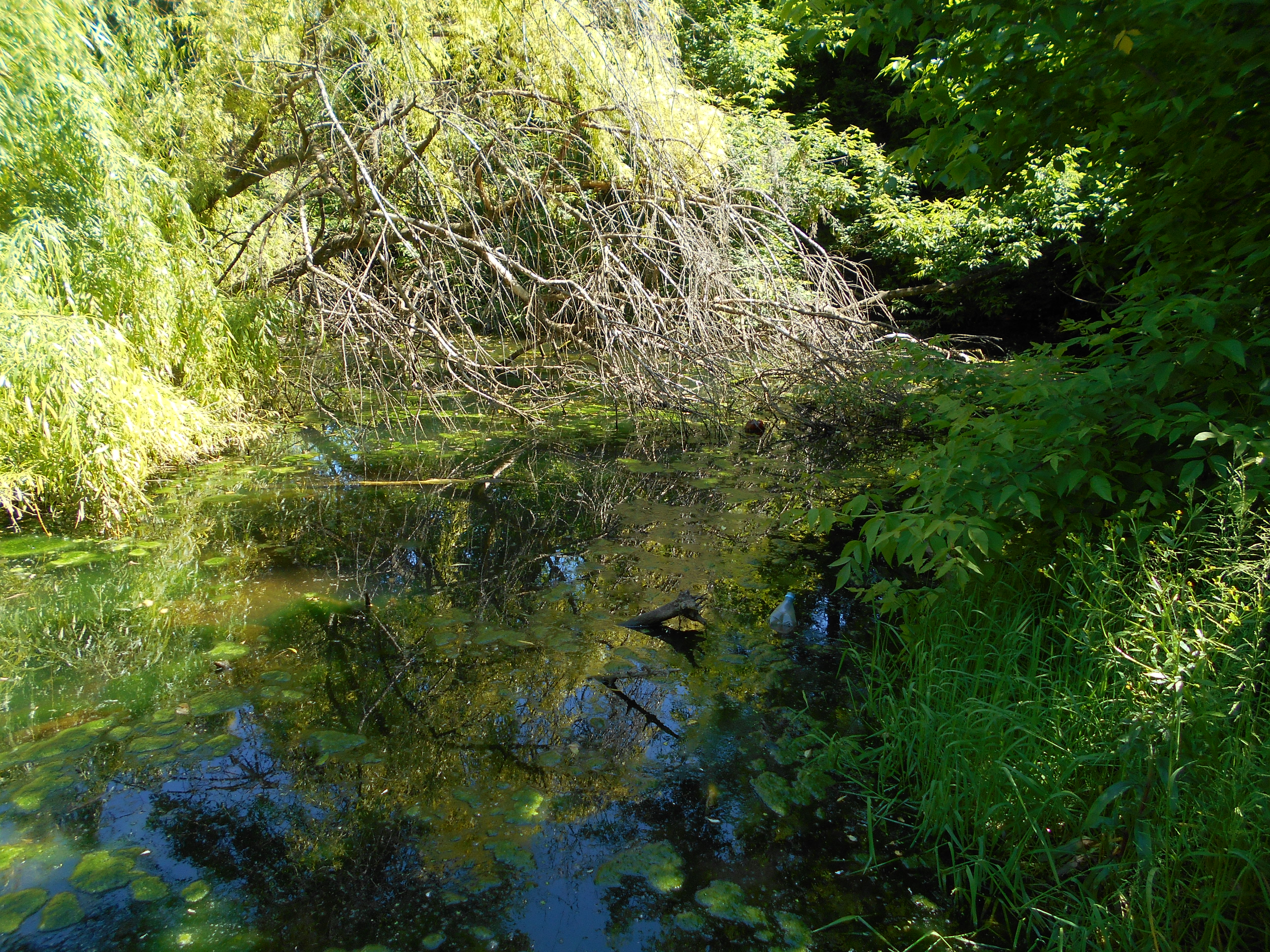
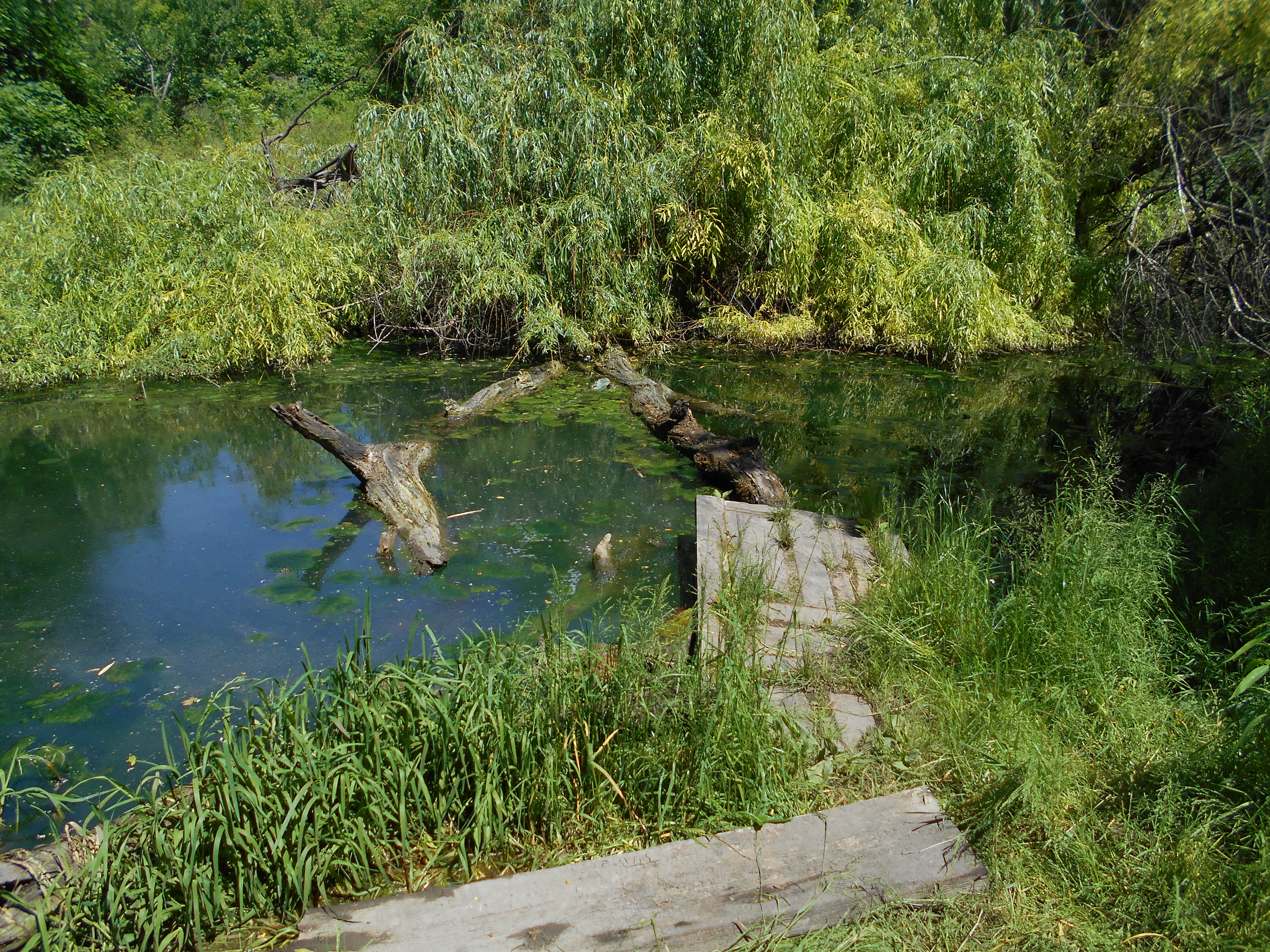
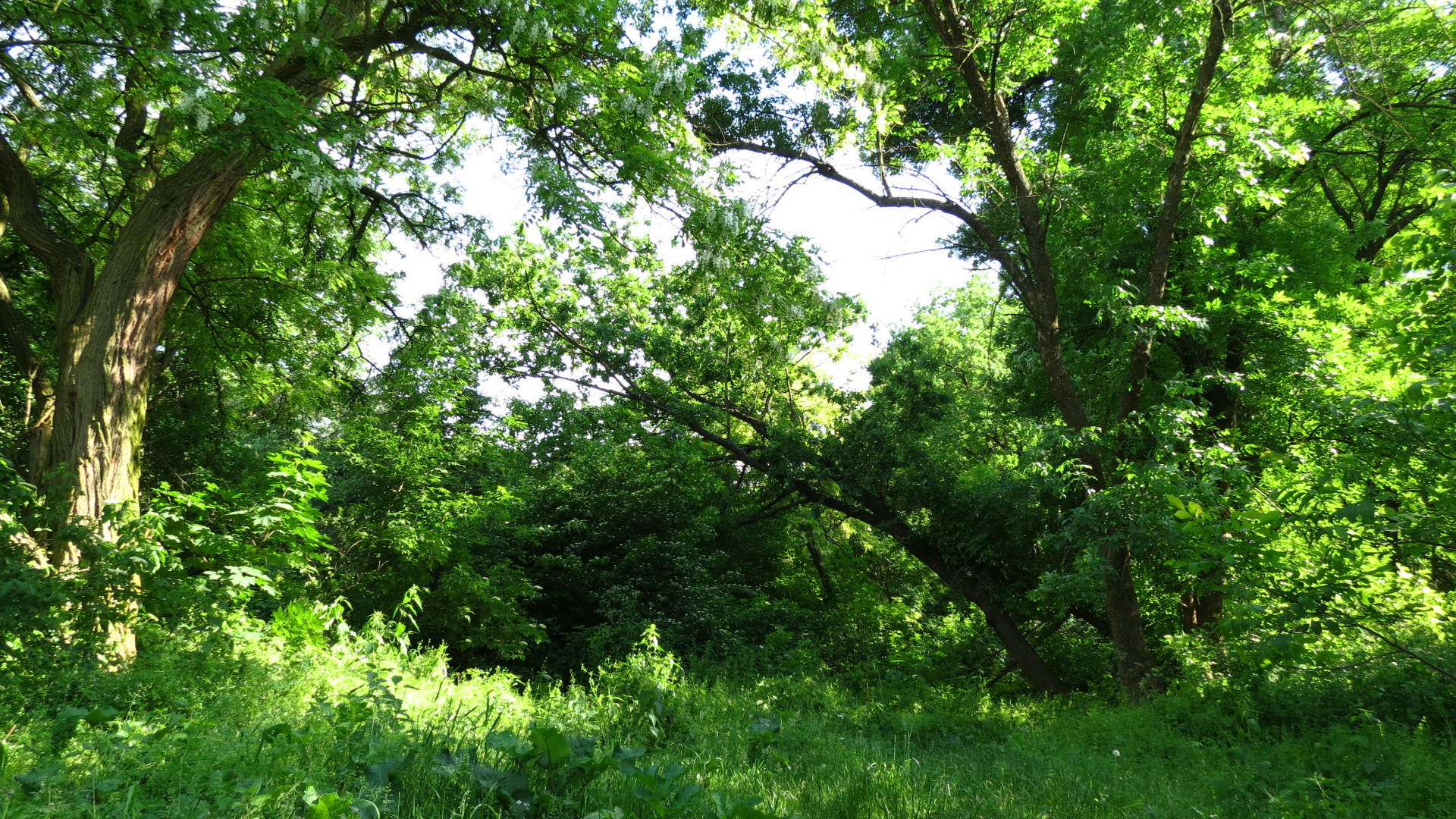